# FC Chabab
FC Chabab was een op 6 juli 1983 opgerichte amateurvoetbalvereniging uit Amsterdam, Noord-Holland, Nederland. In 2015 fuseerde de club met SV Nieuw Utrecht.

## Geschiedenis
De clubkleuren waren zwart-geel. De club was door Marokkaanse gastarbeiders in 1974 opgericht en trad in 1983 toe tot de reguliere KNVB competities. De naam komt uit het Arabisch en betekent 'Jeugd'. Het clubhuis stond in Sportpark Riekerhaven in de wijk Slotervaart.
De thuiswedstrijden mochten van de KNVB sinds het seizoen 2013/14 niet meer gespeeld worden op het opgeheven sportpark Riekerhaven. Het zondagstandaardelftal speelt na degradatie uit de Topklasse in het seizoen 2014/15 in de zondag Hoofdklasse A. In het seizoen 2014/15 kwam de club ook met een standaardelftal uit in het zaterdagvoetbal.
In het seizoen 2008/09 werd FC Chabab kampioen van de Zondag eerste klasse A en promoveerde het naar de hoogste amateurklasse, destijds de Hoofdklasse. In het seizoen 2009/10 kwalificeerde de club zich niet voor de nieuw ingevoerde Topklasse waardoor de club vanaf het seizoen 2010/11 weer op het een na hoogste amateurniveau kwam te spelen. Aan het einde van het seizoen 2011/12 won de club na een ongekende reeks wedstrijden de Districtsbeker en behaalde de finale van de Landelijke Amateurbeker. De ultieme prijs was echter de promotie naar de Topklasse.
FC Chabab wachtte al enkele jaren op het Stadsdeel Nieuw-West om uitgeplaatst te worden uit het opgeheven Sportpark Riekerhaven. De KNVB achtte de omstandigheden er niet meer geschikt voor competitievoetbal. Mede hierom onderzocht de club in 2013 tot tweemaal toe de mogelijkheden tot een fusie met DWS. De eerste fusiepoging strandde op een nipt nee van de Ledenvergadering van DWS. Later dat jaar liep de tweede fusiepoging onder leiding van advocaat Benjamin Pije ook op niets uit. FC Chabab probeerde het voor een laatste maal met de nabijgelegen club Blauw-Wit. Hoewel het voltallige bestuur van Blauw-wit voor was, bleek ook hier de ledenvergadering tegen.
Op 12 mei 2015 werd tijdens een speciaal ingelaste ledenvergadering besloten om te fuseren met SV Nieuw Utrecht. Dit betekende het einde van FC Chabab in Amsterdam.
De naam van de gefuseerde club werd SV Nieuw Utrecht.

## Onder Marokkanen
In het seizoen 2004/05 schreef Igor Wijnker een wekelijkse column in de Volkskrant genaamd Onder Marokkanen, waarin hij verhaalde over het reilen en zeilen binnen FC Chabab. In 2006 verscheen het boek Onder Marokkanen. Een jaar bij FC Chabab als uitvloeisel van zijn column.

## Docusoap RTVNH
In het seizoen 2009-2010 zond regionale zender RTV Noord-Holland een docusoap uit over FC Chabab als onderdeel van het wekelijkse sportprogramma.

## Competitieresultaat 2014/15 (zaterdag)
| \| 12 4C \| |
| 15          |
| 12 4C       |

| Vierde klasse |

## Resultaten amateurvoetbal 1997–2015 (zondag)
| 7 5A |

|  |

|  |

| 4 4E |

| 6 4F |

| 2 4E |

| 1 4E |

| 1 3C |

| 3 2B |

| 6 2B |

| 2 1A |

| 5 1A |

| 1 1A |

| 10 A |

| 6 A |

| 2 A |

| 12 |

| 16 |

| 7 A |

| Topklasse     | Hoofdklasse   | Eerste klasse |
| Tweede klasse | Derde klasse  |               |
| Vierde klasse | Vijfde klasse |               |

## Bekende (oud-)spelers
- Mohammed Ajnane
- Giorgio Berkleef
- Chevello de Rijp